# Bedstemor And
Bedstemor Ands rigtige navn er Andrea And (f. Blisand). I Don Rosas univers blev hun født i 1855 i Andeby og er datter af Katinka Knarand og Clinton Blisand, som er søn af Kornelius Blisand. Hun er derfor barnebarn til Kornelius Blisand, som er Andebys grundlægger.
Hun bliver senere kæreste og gift med Andtonius And, som hun sammen med får Rapmus, Andelise og Andolf And, og bliver dermed farmor til Anders And og mormor til Højben.
I Rosas univers har bedstemor And kun én bror, Klement Blisand. I enkelte italienske og amerikanske historier er hun dog søster til Joakim von And, f.eks. "Tilbage til de gode gamle dage!" i Anders And & Co. nr. 41, 1967.
Hun blev opfundet af tegneren Al Taliaferro, hvor hun for det meste er på besøg hos Anders And. Her er hun en stramtandet og lidt tyrannisk gammel dame. Først hos Carl Barks får vi hendes gård at se, her er hun blevet en rar gammel bedste.
Bedste, som hun bliver kaldt af næsten alle i Andeby, er en nybygger. Hun har bl.a. kæmpet mod indianere og kørt i hestevogn. I dag kører hun og hendes medhjælper fætter Guf rundt i en gammel bil af mærket Detroit Electric. Hun er miljøbevidst og har derfor en elektrisk bil, der ikke kører på benzin, og dyrker korn, kartofler, majs og grøntsager og har mange dyr, som hun holder meget af og tager sig godt af.
Hendes gård er en typisk amerikansk gård i hillbilly-stil med en rund silo ved laden.